# Мосли, Синтия
Леди Си́нтия Бланш Мо́сли (англ. Cynthia Blanche Mosley, урождённая Кёрзон, англ. Curzon; 23 августа 1898,  Кедлстон-холл, Дербишир, Великобритания — 16 мая 1933, Лондон, Великобритания) — британский политик, первая супруга сэра Освальда Мосли, основателя Британского союза фашистов.

## Биография
Синтия Бланш Кёрзон родилась 23 августа 1898 года в усадебном доме семейства Кёрзонов Кедлстон-холл, находящемся в графстве Дербишир. Являлась второй дочерью публициста и государственного деятеля маркиза Джорджа Кёрзона (1859–1925) и его жены Мэри Кёрзон, урождённой Лейтер (1870–1906). У неё были две сестры: Ирен (1896–1966) и Александра (1904–1995).
Впервые информация об отношениях Кёрзон с политиком и баронетом Освальдом Мосли появилась в начале 1920 года. Против их бракосочетания первоначально возражал Джордж Кёрзон, считавший, что Мосли женится на Синтии из корыстных целей. Тем не менее,
11 мая 1920 года Синтия Кёрзон вышла замуж за Мосли. На их свадьбе присутствовали такие гости, как Георг V, Мария Текская, Леопольд III и Астрид Шведская.
В браке родилось трое детей: Вивьен Элизабет (25 февраля 1921 – 26 августа 2002), Николас (25 июня 1923 – 28 февраля 2017) и Майкл (род. 25 апреля 1932). Николас впоследствии стал писателем. Он опубликовал несколько романов, а также биографическую книгу о своих родителях.
В отличие от большинства жён государственных деятелей, леди Мосли сама активно занималась политикой. В 1924 году она вступила в Лейбористскую партию. В 1929 году была избрана депутатом. В 1931 году Мосли основал Новую партию, к которой его жена примкнула, потеряв должность в парламенте. Во время Парламентских выборов в Великобритании 1931 года Новая партия не набрала достаточно голосов и не получила ни одного места. В 1932 году Мосли основал Британский союз фашистов.
Синтия Мосли умерла 16 мая 1933 года в Лондоне от перитонита. К этому времени её муж уже имел связь с Дианой Митфорд. После смерти Синтии он три года отказывался сочетаться браком с Митфорд, но в 1936 году они поженились.

## В массовой культуре
- В мини-сериале «Мосли» Синтию Кёрзон сыграла Джемма Редгрейв[7].